# Baurci-Moldoveni, Cahul
Baurci-Moldoveni (numită și Români în perioada interbelică) este un sat din raionul Cahul, Republica Moldova. Este situat la 15 km nord de centrul raional Cahul și la 178 km distanță de Chișinău.

## Istorie
Prima mențiune a localității apare într-un hrisov al lui Dimitrie Cantemir în care acesta, la data de 11 februarie 1711, face o danie de pământ către mazilul Axente Roșca pe moșia actuală a satului.

## Geografie

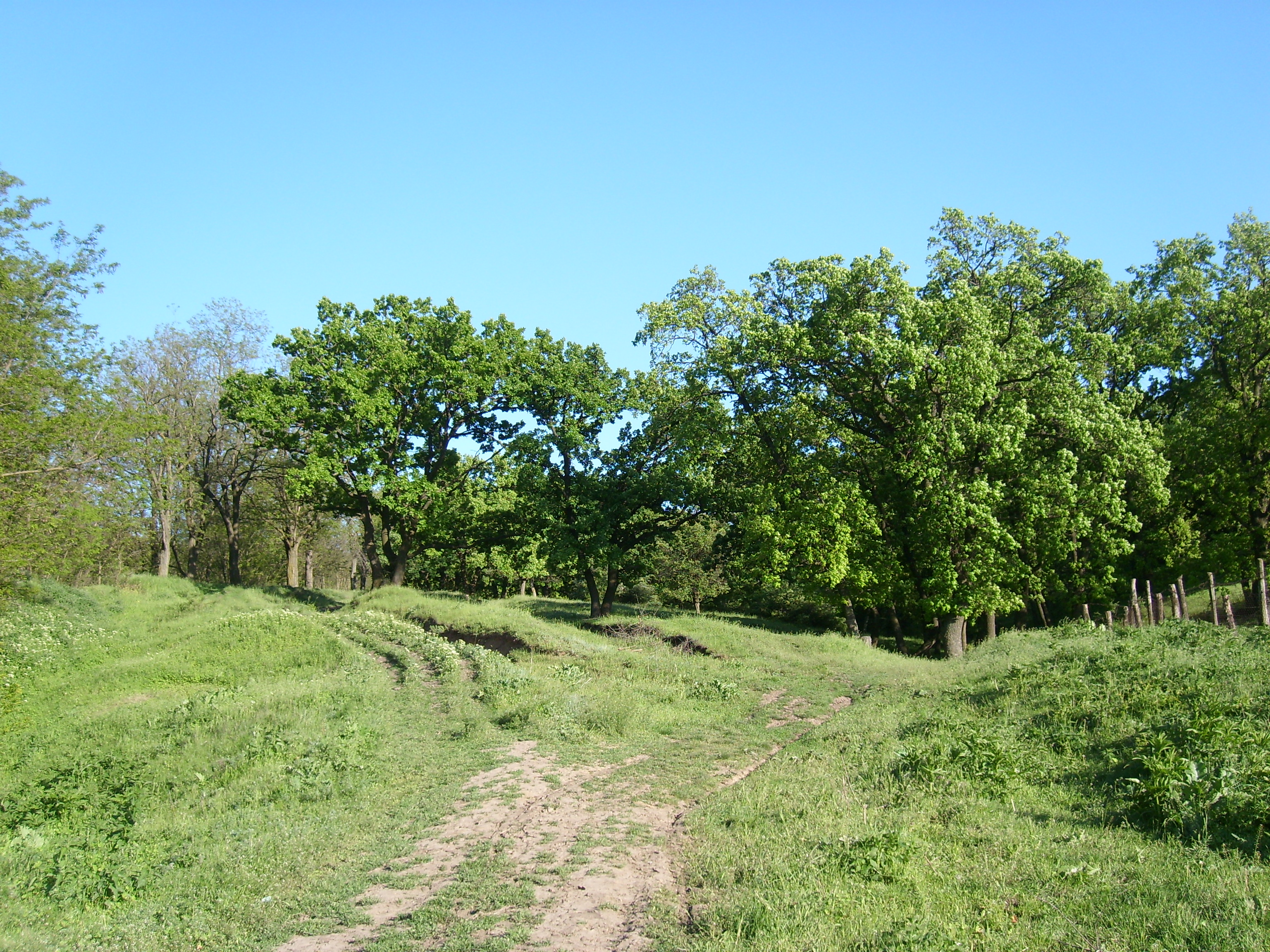
Pădure lângă sat

Satul Baurci-Moldoveni este situat în partea de sud-vest a Republicii Moldova, la 10 km de frontiera cu România (râul Prut) și la 15 km nord de centrul raional Cahul. Este amplasat în zona de tranziție dintre Podișul Tigheci și Lunca Prutului, de aici și caracterul fragmentat al reliefului.
Altitudinea maximă se înregistrează în locul numit La Varvara, în partea de nord, la hotar cu satul Larga Nouă, și este de 240 m. Altitudinea minimă este de 21 m în partea de sud-vest a satului în apropiere de satul Zârnești, în punctul numit „La Grădină”. Baurci-Moldoveni este despărțit în două părți aproximativ egale de râulețul Valea Halmagei, râu care formează o râpă adâncă, pe malurile căreia au fost plantate în special salcii și salcâmi. Localitatea este amplasată într-o depresiune orientată pe direcția nord-est – sud-vest și are o deschidere largă spre Lunca Prutului.
Pădurile reprezintă puțin mai mult de 25% din suprafața comunei, aici se află cel mai mare masiv de stejar pufos (Quercus pubescens) din Republica Moldova (93,1 ha), care este totodată și arie protejată de stat. În sat domină vânturile nordice și cele din sud-vest. Clima este temperată cu accente puternice continentale, temperatura medie anuală constituie 10 °C.
La sud de sat este amplasată rezervația naturală silvică Baurci.

## Populație
Structură etnică
     moldoveni (96,41%)
     ucraineni (0,67%)
     ruși (0,45%)
     găgăuzi (0,27%)
     bulgari (1,35%)
     români (0,67%)
     evrei (0%)
     polonezi (0,04%)
     țigani (0%)
     alte etnii / nedeclarată (0,14%)
Conform datelor recensământului din 2004, populația localității este de 2.227 locuitori, dintre care 1.062 (47,69%) bărbați și 1.165 (52,31%) femei. Structura etnică a populației în cadrul localității arată astfel:
- moldoveni — 2.147;
- ucraineni — 15;
- ruși — 10;
- găgăuzi — 6;
- bulgari — 30;
- români — 15;
- polonezi — 1;
- altele / nedeclarată — 3.

## Administrație și politică
Componența Consiliului local Baurci-Moldoveni (11 consilieri), ales la 5 noiembrie 2023, este următoarea:
|  | Partid                                       | Consilieri | Componență | Componență | Componență | Componență | Componență | Componență |
|  | -------------------------------------------- | ---------- | ---------- | ---------- | ---------- | ---------- | ---------- | ---------- |
|  | Partidul Democrat Modern din Moldova         | 6          |            |            |            |            |            |            |
|  | Partidul Acțiune și Solidaritate             | 2          |            |            |            |            |            |            |
|  | Partidul Socialiștilor din Republica Moldova | 2          |            |            |            |            |            |            |
|  | Candidat independent GHEORGHE POSTU          | 1          |            |            |            |            |            |            |

## Galerie de imagini

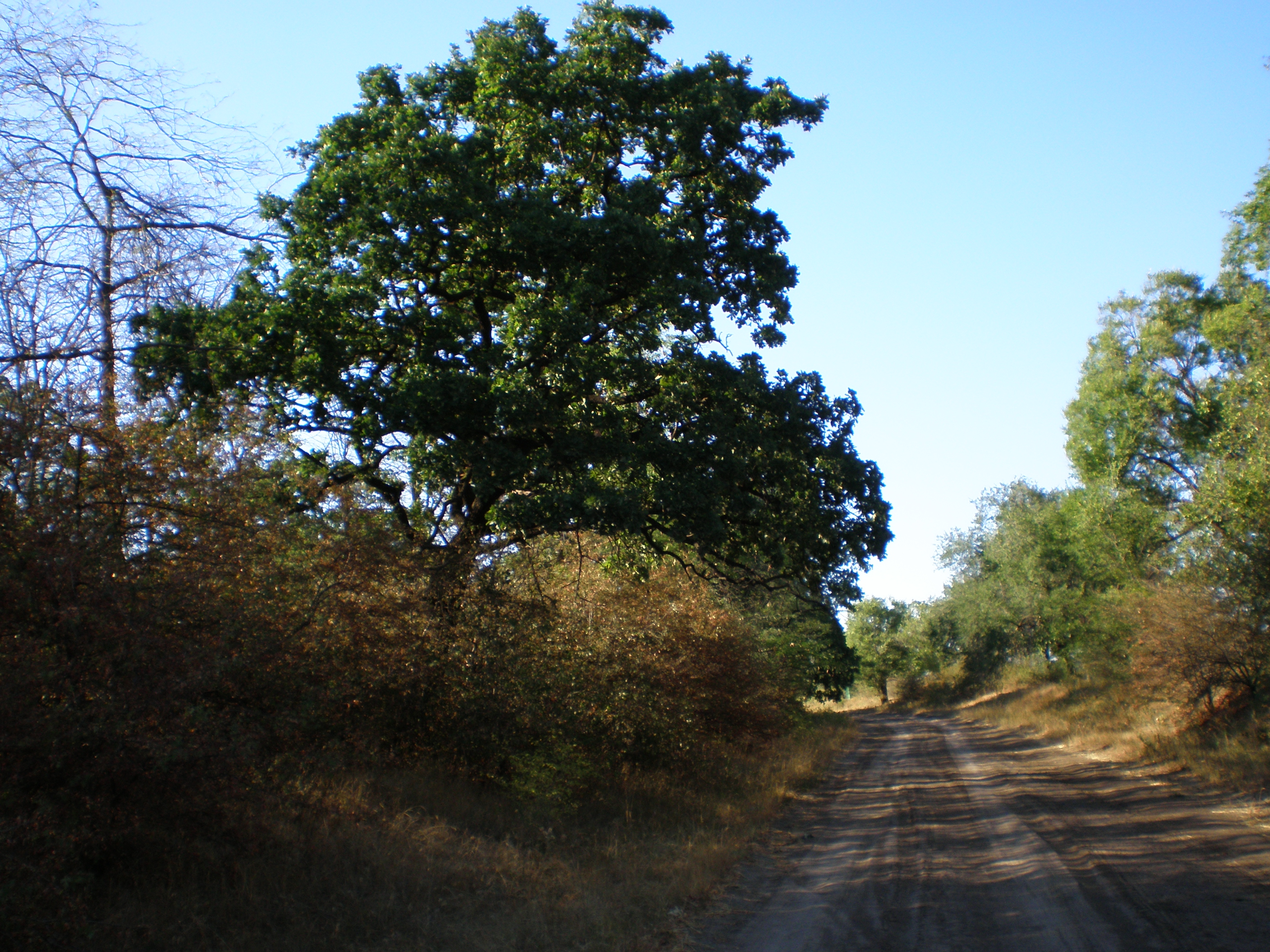
Șleahul Baimacliei, vechiul drum dintre Chișinău și Cahul
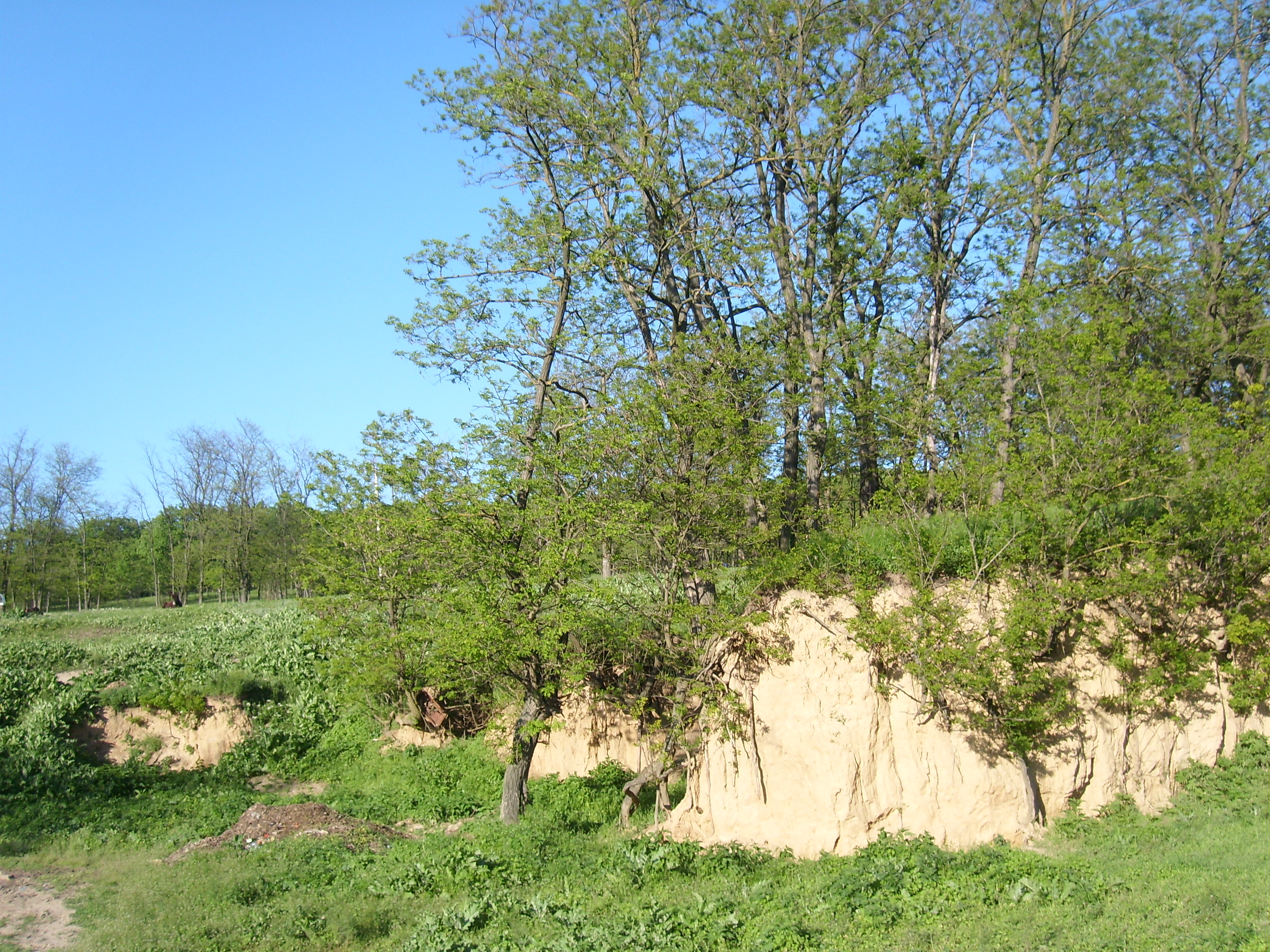
Lutăria din sat
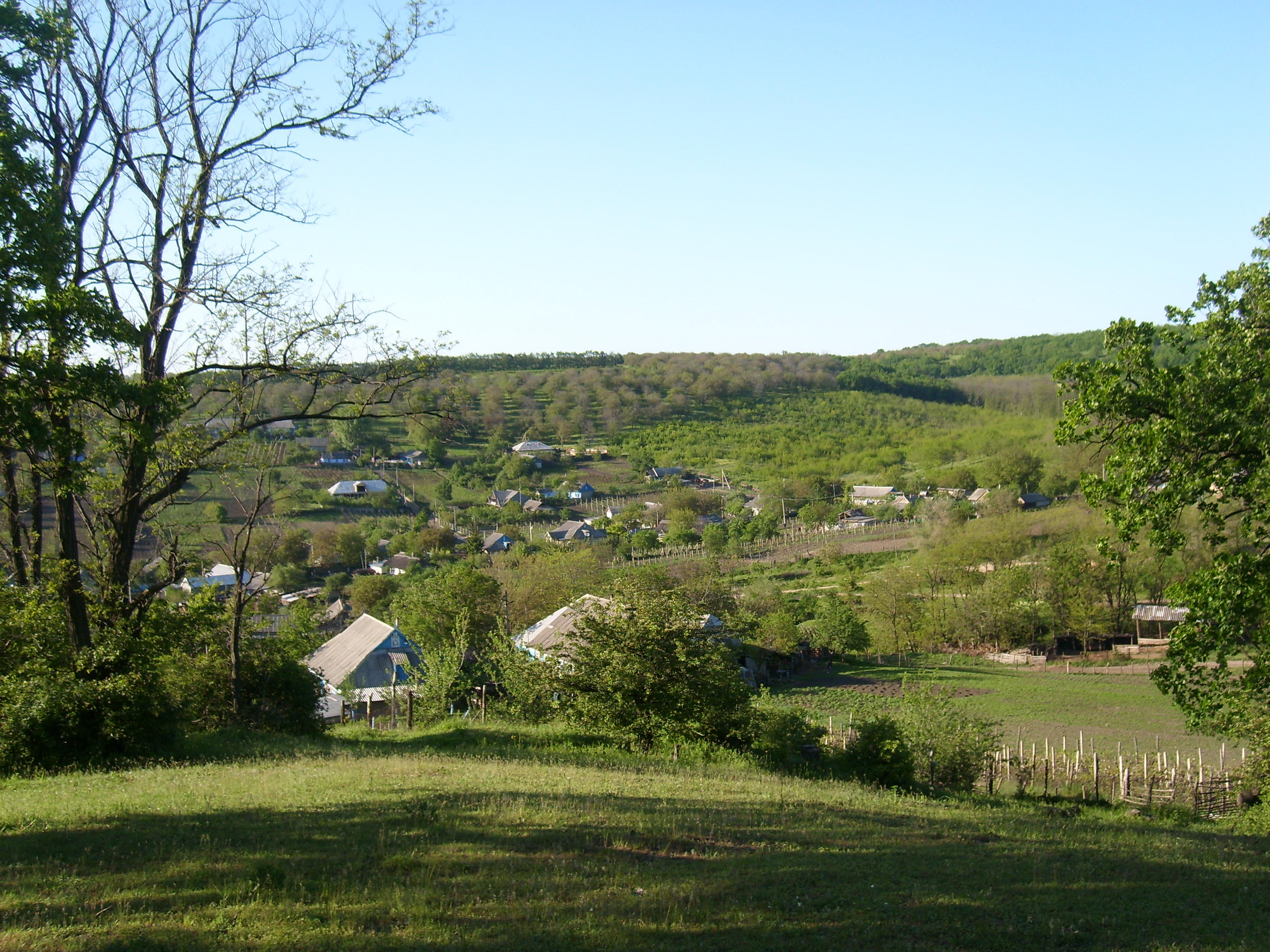
Vedere spre Fundoaia